# Juary Soares
Juary Martinho Soares (Bissau, 20 febbraio 1992) è un calciatore guineense, difensore dello Zürich City.

## Carriera

### Club
Ha giocato nel campionato portoghese.

### Nazionale
Ha esordito in nazionale nel 2015 ed è stato convocato per la Coppa d'Africa 2017, dove nella partita inaugurale contro la nazione ospitante, ovvero il Gabon, segna il gol che vale il pareggio finale al 90+1'.